# Santiago Bonavía

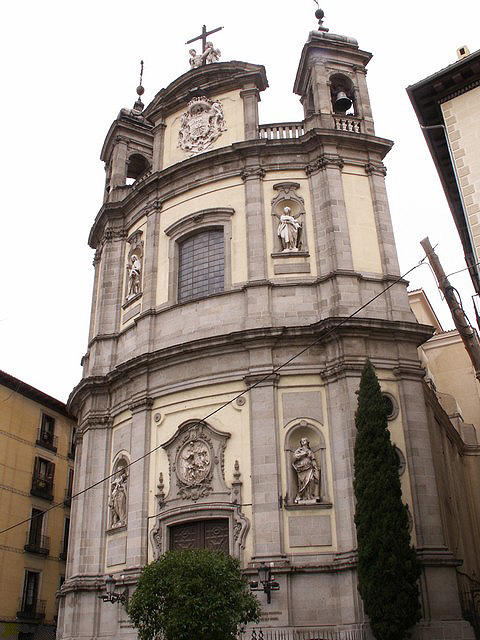
Basílica Pontificia de San Miguel (Madrid, 1739–45).

Santiago Bonavía (Piacenza, 1695 – Aranjuez, 1759), en italiano Giacomo Bonavia, fue un arquitecto, escenógrafo y pintor italiano que trabajó en España en el siglo XVIII.

## Biografía
Fue llamado a Madrid por Felipe V en 1731, en principio para acometer las mejoras del Real Coliseo del Buen Retiro, trabajo que completó con el encargo que en 1739 le hizo el cardenal Luis de Borbón y Farnesio, arzobispo de Toledo, de la construcción de la iglesia de los santos Justo y Pastor (desde 1892 Basílica Pontificia de San Miguel) de Madrid. Si bien no concluido por Bonavía (en 1743 se hace cargo de la conclusión Virgilio Rabaglio) este templo, de planta muy estrecha, alterna tramos circulares y elípticos con otros de arcos cruzados, esquema más o menos derivado de Guarino Guarini. 
En 1743 fue nombrado maestro mayor de la catedral de Toledo, y en 1748, destruido el palacio de Aranjuez por un incendio, se encargó de su reconstrucción; hay que señalar que ya antes, en 1746, Bonavía había trazado la escalera de grandes proporciones de ese edificio. Tras el incendio rehízo por completo la fachada del palacio. Además, en el mismo Real Sitio, con la colaboración de Alejandro González Velázquez, se encargó de la finalización y decoración interior de la iglesia de Alpajés, y, ya él solo, de la iglesia de San Antonio, unida al complejo residencial, de estructura cupulada y porticada. Pero quizá el esfuerzo más importante de Bonavía en Aranjuez sea el proyecto de urbanización de la localidad, demoliendo las viviendas viejas, uniformando la traza de las nuevas y creando ejes que parten del palacio y de las casas de oficios en varias direcciones, todo ello resuelto con sencillez. 
Bonavía, que contaba con el título de pintor de cámara, perteneció desde 1744 a la Junta Preparatoria de la Academia de San Fernando y desde 1753 era director de Arquitectura de la misma.